# ゆりの里公園
ゆりの里公園（ゆりのさとこうえん）は、福井県坂井市に所在する公園。坂井市ゆりの里公園条例に基づき設置されている。

## 概要
2001年に旧坂井郡春江町が整備し開園。2012年より坂井市による再整備が行われ、2017年にグランドオープンを迎えた。同年からは夜間ライトアップ、プロジェクションマッピングも実施している。
毎年6月の「ゆりフェスタ」の期間には園内に20種類約15万輪のユリが花を咲かせ、ユリの球根の販売も行われる。
毎週火曜日（国民の祝日にあたるときはその翌日）が休園日となる。

## 園内の施設
条例上は次の施設で構成される。
- 地域振興特別推進施設「ユリーム春江」
  - 園内のランドマークとなっている。交流ホール、会議室、研修室から成る。
- 農村公園
- 展示ほ場
- 花き管理施設
- バーベキュー広場
- 農産物直売所「ゆりいち」
- 交流促進施設

施設にはカフェレストランがあったが2023年（令和5年）3月末で閉店。3店舗が入るよう改修され、2023年9月末に工事を完了。以下の店舗が入る。
- スイーツ店「COCCOYA」（2023年10月21日オープン）[3]
- 匠味珈琲製造所「The Grand Coffee Stand」（2023年10月21日オープン）[3]

## 交通アクセス
- 鉄道
  - えちぜん鉄道三国芦原線 西長田ゆりの里駅下車徒歩25分
- バス
  - 西長田ゆりの里駅より乗合タクシー「テクノポート号」（デマンド型交通）「ゆりの里公園」下車（平日のみ運行）
  - ゆりフェスタ期間中の土休日には西長田ゆりの里駅よりシャトルバス運行
- 自家用車
  - E8 北陸道 丸岡ICより20分